# Annone II il Grande
Annone il Grande (Hanno Ben Baalyaton) (... – III secolo a.C.) è stato un generale cartaginese, la cui ricchezza veniva dalle sue terre in Nordafrica.

## Biografia
Durante la prima guerra punica fu a capo della fazione che a Cartagine si opponeva alla continuazione della guerra contro Roma, perché preferiva campagne militari che portassero alla conquista di nuove terre in Africa, piuttosto che una guerra navale contro Roma che non gli avrebbe procurato nessun vantaggio personale. A lui si opponeva però il generale Amilcare Barca. Nel 244 a.C. Annone fece smobilitare la flotta cartaginese, dando così a Roma il tempo di ricostruire la sua armata navale, che alla fine sconfisse Cartagine nel 241 a.C.
Dopo la guerra, Annone rifiutò di pagare le truppe mercenarie a cui Amilcare aveva promesso denaro come ricompensa dei loro servigi. Queste allora si ribellarono e Annone ne approfittò per prendere il controllo dell'esercito cartaginese con il compito di sconfiggerli. Forse sia Annone che Amilcare collaborarono per sedare la ribellione (238 a.C.).
L'appellativo di Grande sembra essergli stato dato per le sue conquiste in Africa. Anche durante la seconda guerra punica guidò la fazione contraria alla guerra contro Roma e impedì che venissero inviati rinforzi ad Annibale dopo la sua vittoria a Canne. Dopo la disfatta cartaginese di Zama nel 202 a.C., fu tra gli ambasciatori che negoziarono la pace con Roma.